# 붉은 손 특공대
붉은 손 특공대(Red Hand Commando; RHC)는 북아일랜드의 얼스터 왕당주의 준군사조직으로, 소규모로 매우 은밀하게 활동했다. 얼스터 의용군(UVF)와 밀접한 관련이 있다.